# Gęstość energetyczna pokarmu

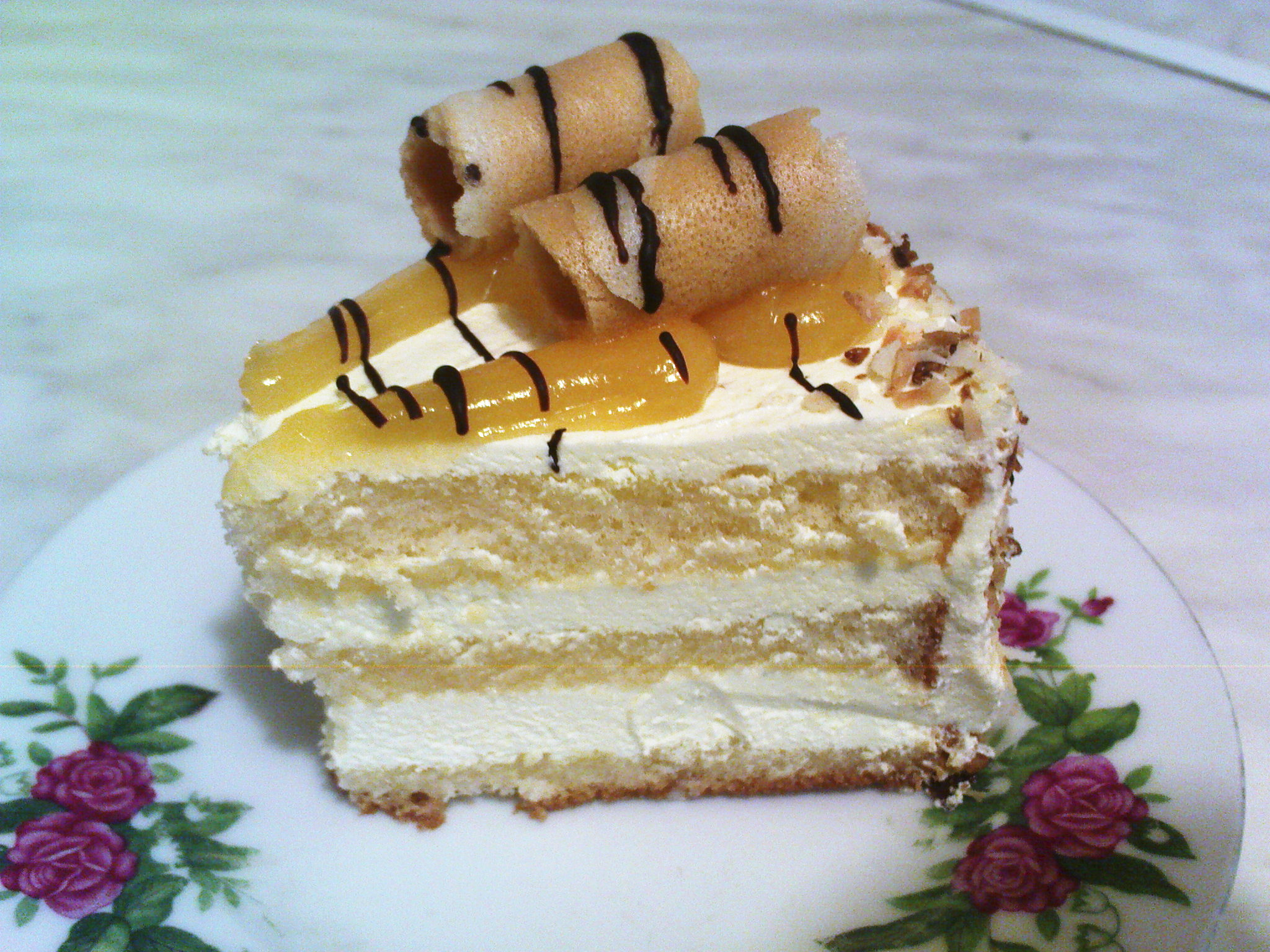
Przykład żywności o wysokiej gęstości energetycznej, zawierającej tzw. puste kalorie.

Gęstość energetyczna pokarmu (ang. Energy density of foods) – liczba kalorii na gram (kcal/100 g). Czasem może zostać opisana jako ilość kalorii na jednostkę objętości pokarmu (kcal/100 ml) np. w przypadku lodów.
Uważa się, że częste spożywanie posiłków o wysokiej gęstości energetycznej może być powiązane ze wzrostem przypadków otyłości w populacji. Duży udział wody oraz błonnika pokarmowego w posiłku wpływa na obniżenie jego gęstości energetycznej.
Produkty wysoko przetworzone przeważnie mają wysoką gęstość energetyczną, ich nadmierne spożywanie powiązane jest z występowaniem chorób cywilizacyjnych.

## Podział produktów ze względu na gęstość energetyczną[1].
- bardzo niska: < 60 kcal/ 100 g – woda, większość warzyw i owoców, niektóre niezabielane zupy
- niska: 60–140 kcal/ 100 g – ziemniaki, chude mięsa, rośliny strączkowe, ziarna zbóż
- umiarkowana: 150–400 kcal/ 100 g – suszone owoce, cukier, tłuste mięso, sery, chleb pełnoziarnisty.
- wysoka: 400 > kcal/ 100 g – ciastka, batony, tłuszcze roślinne i zwierzęce, orzechy.